# Powerchair fotbal
Powerchair fotbal (francouzsky: Foot-fauteuil) je druh fotbalu, určený pro tělesně postižené. Hráči využívají při hře vozítko powerchair a fotbalový míč. V angličtině se mu také říká Power Soccer.

## Dějiny
Hra se poprvé objevila v 70. letech 20. století ve Francii. Ve Francii také vznikl první šampionát. Nezávisle na tom vznikl sport i v Kanadě, odkud se rozšířil do Japonska. V roce 1983 získala hra uznání od paraher v Britské Kolumbii a v roce 2004 i od národní sportovní aliance pro postižené. V lednu 2005 se sešli zástupci sedmi zemí (Francie, Spojené státy americké, Kanada, Japonsko, Anglie, Belgie a Portugalsko) a založili mezinárodní organizaci pro tento sport, FIPFA. O devět měsíců později se zástupci znovu sešli, aby určili pravidla. Organizace podala nabídky na začlenění do programu paralympijských her, a to pro ročníky 2016, 2020 a 2024, zatím však nebyla úspěšná.
V roce 2007 vzniklo Mistrovství světa.

### Ročníky Mistrovství světa
| Ročník | Vítěz                  | Finalista              | 3. místo               |
| ------ | ---------------------- | ---------------------- | ---------------------- |
| 2007   | Spojené státy americké | Francie                | Belgie                 |
| 2011   | Spojené státy americké | Anglie                 | Francie                |
| 2017   | Francie                | Spojené státy americké | Anglie                 |
| 2023   | Francie                | Anglie                 | Spojené státy americké |